# Poppo I. (Grabfeld)
Poppo (I.) von Grabfeld, der wahrscheinlich von dem Robertiner Cancor, Graf im Rheingau, abstammt, ist der älteste, urkundlich sicher belegte Vorfahre im Mannesstamm der fränkischen Babenberger. Daher wird dieses alte Adelsgeschlecht auch Popponen genannt. Die Popponen bzw. fränkischen Babenberger sind nicht mit den (österreichischen) Babenbergern gleichzusetzen.
Poppo I. von Grabfeld war im frühen 9. Jahrhundert n. Chr. (urkundlich 819 bis 839) Gaugraf im Grabfeld, das im heutigen Grenzgebiet der deutschen Bundesländer Bayern und Thüringen liegt. 819/839 erscheint er auch als Graf im Saalgau. Er starb um 839/841.